# Skołyszyn (gmina)
Skołyszyn – gmina wiejska w województwie podkarpackim, w powiecie jasielskim. W latach 1975–1998 gmina położona była w województwie krośnieńskim.
Siedziba gminy to Skołyszyn.

## Struktura powierzchni
Według danych z roku 2002 gmina Skołyszyn ma obszar 77,92 km², w tym:
- użytki rolne: 69%
- użytki leśne: 21%

Gmina stanowi 9,38% powierzchni powiatu.

## Demografia

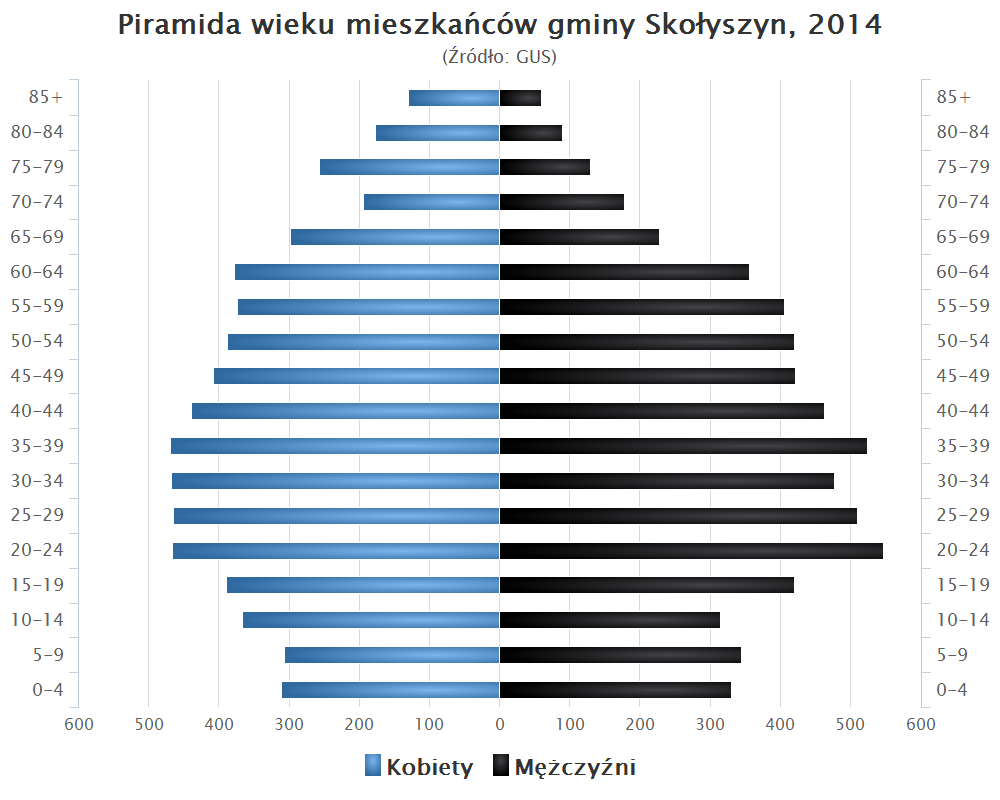
Piramida wieku mieszkańców gminy Skołyszyn w 2014 roku

Dane z 31 grudnia 2014.
| Opis                              | Ogółem | Ogółem | Kobiety | Kobiety | Mężczyźni | Mężczyźni |
| --------------------------------- | ------ | ------ | ------- | ------- | --------- | --------- |
| jednostka                         | osób   | %      | osób    | %       | osób      | %         |
| populacja                         | 12 714 | 100    | 6381    | 50,2    | 6333      | 49,8      |
| gęstość zaludnienia (mieszk./km²) | 161,9  | 161,9  | 81,3    | 81,3    | 80,6      | 80,6      |

## Sołectwa
Bączal Dolny, Bączal Górny, Harklowa, Jabłonica, Kunowa, Lipnica Górna, Lisów, Przysieki, Pusta Wola, Siedliska Sławęcińskie, Skołyszyn, Siepietnica, Sławęcin, Święcany.

## Gminy partnerskie
- Svidník
- Nižný Hrušov

## Sąsiednie gminy
Biecz, Brzyska, Jasło, Lipinki, Szerzyny